# Jess Harnell
Jess Harnell (Englewood, 23 de dezembro de 1963) é um ator de voz e cantor norte-americano. Seus trabalhos incluem Wakko Warner em Animaniacs, Capitão Herói em Drawn Together, Jerry nas duas primeiras temporadas de Totally Spies! , Ironhide nos três primeiros filmes Transformers dirigidos por Michael Bay e o personagem titular na franquia Crash Bandicoot. Harnell também é locutor do America's Funniest Home Videos desde 1998.

## Vida pessoal
Jess nasceu em 23 de dezembro de 1963, em Englewood, Nova Jérsei, e cresceu na cidade vizinha de Teaneck, filho de Joe Harnell, compositor de jazz, e sua esposa Alice Harnell.

## Carreira
Em 1989, Jess forneceu as vozes de Br'er Rabbit e de muitas outras criaturas para a atração Splash Mountain no Disneyland Park. Ele também gravou alguns diálogos de personagens para a versão subsequente da atração no Walt Disney World. Ele continuou a reprisar o papel de Brer Rabbit em novos projetos da Disney quando necessário, como no videogame Kinect: Disneyland Adventures de 2011.
Em 1990, Harnell atuou como diretor de elenco em DuckTales the Movie: Treasure of the Lost Lamp. Em 1993, ele dublou Wakko Warner em Animaniacs e Secret Squirrel em 2 Stupid Dogs. No mesmo ano, ele se tornou a voz do pai na versão atual do Carousel of Progress de Walt Disney. De 1994 a 1996, ele forneceu as vozes de Sewer Urchin, Human Bullet e Chief Louder na série animada The Tick .
Além disso, em 1996, Harnell dublou Hunter em Road Rovers. Uma das próximas aparições de Harnell foi como o principal stormtrooper no filme de fã de Star Wars, Troops, de 1997, uma paródia de Cops ambientada no universo expandido de Star Wars . Harnell dublou o pai de Rudy, Joe Tabootie e Chalk Dad no programa ChalkZone da Nickelodeon, Crash Bandicoot em Crash Tag Team Racing, Crash of the Titans, Crash: Mind over Mutant e Crash Bandicoot N Sane Trilogy, Lo-Lo em Crash Bandicoot: The Wrath of Cortex, Rodney Copperbottom no videogame Robots, Spyro the Dragon em Spyro: A Hero's Tail e Spyro: Shadow Legacy, Marlin, Bruce e Crazy Drivers no videogame Finding Nemo, Jerry nas duas primeiras temporadas de Totally Spies! , Linguni em Pucca e Dr. Finkelstein nos spin-offs do videogame O Estranho Mundo de Jack, assim como na série Kingdom Hearts . Em 2005, ele dublou Buzz Blister em Tom e Jerry: Decolando para Marte e vários outros personagens em filmes subsequentes de Tom e Jerry. Ele também dublou o selvagem e energético Cro-Magnon Doubledome dos curtas animados Longhair e Doubledome para o Big Pick do Cartoon Network (também estrelado por Daniel Davis como Longhair).
Em 2001, Harnell foi a voz de Buster em A Dama e o Vagabundo II: As Aventuras de Scamp. Ele também dublou o Capitão Herói na comédia animada da Comedy Central, Drawn Together, e também fez as vozes de Wooton Bassett e Bennett Charles no drama de rádio Adventures in Odyssey, além de interpretar o papel principal de Finnian Jones no Lamplighter Theatre Radio Drama. Ele também fez aparições em Superhuman Samurai Syber-Squad. Sua voz também fez uma aparição em NASCAR Rumble e é creditada pelos comentários do jogo seguinte, Rumble Racing. Jess também substituiu Brad Garrett como a voz de Fatso durante a terceira temporada de The Spooktacular New Adventures of Casper . Ele também participou como ator convidado em Samurai Jack, onde dublou Ringo e uma garçonete no episódio "Jack Under the Sea". Ele também produziu o filme Comic Book: The Movie de 2004, junto com Billy West, Mark Hamill, Eric Mittleman, Scott Zakarin e Roger Rose, além de interpretar o personagem Ricky. Em 2006, ele trabalhou como diretor de voz em Pet Alien. Em 2007, ele substituiu Neil Flynn como a voz do Encanador em Ratchet & Clank Future: Tools of Destruction e Ratchet & Clank Future: A Crack in Time . Ele também dublou o Contrabandista naquela série popular.
No mesmo ano, Harnell dublou os personagens Ironhide e Barricade em Transformers, dirigido por Michael Bay, tornando-se o único dublador a interpretar um Autobot (Ironhide) e um Decepticon (Barricade) naquele filme. Ele voltou a dar voz a Ironhide mais uma vez em Transformers: Revenge of the Fallen e Transformers: Dark of the Moon, bem como Barricade em Transformers: The Last Knight.

## Filmografia

### Filme
| Ano  | Título                                               | Papel                                                                             | Ref.  |
| ---- | ---------------------------------------------------- | --------------------------------------------------------------------------------- | ----- |
| 1994 | Yakko's World: An Animaniacs Singalong               | Wakko Warner                                                                      |       |
| 1994 | Pom Poko                                             | Gyobu                                                                             |       |
| 1995 | Casper                                               | Casper's Arnold Schwarzenegger impression                                         | [ 7 ] |
| 1996 | The Hunchback of Notre Dame                          | Frollo's Soldiers                                                                 |       |
| 1996 | Aladdin and the King of Thieves                      | Fat Thief                                                                         |       |
| 1996 | Mostly In Toon: An Animaniacs Singalong              | Wakko Warner                                                                      |       |
| 1997 | Casper: A Spirited Beginning                         | Fatso                                                                             | [ 7 ] |
| 1998 | Casper Meets Wendy                                   | Fatso                                                                             | [ 7 ] |
| 1998 | Quest for Camelot                                    | Construction worker                                                               | [ 7 ] |
| 1998 | A Bug's Life                                         | Bus Beetle                                                                        | [ 7 ] |
| 1999 | We Wish You a Merry Christmas                        | Santa, Man #1, Man #2                                                             | [ 7 ] |
| 1999 | Our Friend, Martin                                   | Reporter #1, Demonstrator                                                         | [ 7 ] |
| 1999 | O' Christmas Tree                                    | Man in House, Skunk, Santa                                                        | [ 7 ] |
| 1999 | Wakko's Wish                                         | Wakko Warner                                                                      | [ 7 ] |
| 2000 | Lion of Oz                                           | Singer                                                                            |       |
| 2000 | Joseph: King of Dreams                               | Issachar, Lead Trader                                                             | [ 7 ] |
| 2000 | The Life & Adventures of Santa Claus                 | Wagif Knook, Giant                                                                | [ 7 ] |
| 2000 | Little Nicky                                         | Gary the Monster                                                                  | [ 7 ] |
| 2000 | The Emperor's New Groove                             | Guard                                                                             | [ 7 ] |
| 2001 | Lady and the Tramp II: Scamp's Adventure             | Buster (singing voice)                                                            | [ 7 ] |
| 2001 | Max Keeble's Big Movie                               | MacGoogles                                                                        | [ 7 ] |
| 2002 | Tom and Jerry: The Magic Ring                        | Policeman                                                                         | [ 7 ] |
| 2002 | Scooby-Doo                                           | Creatures                                                                         | [ 7 ] |
| 2002 | Lilo & Stitch                                        | Hawaiian Man                                                                      | [ 7 ] |
| 2003 | The Jungle Book 2                                    | Dizzy, Ziggy                                                                      | [ 7 ] |
| 2003 | Finding Nemo                                         | Seagulls                                                                          | [ 7 ] |
| 2004 | Comic Book: The Movie                                | Ricky                                                                             |       |
| 2004 | Clifford's Really Big Movie                          | Dirk                                                                              | [ 7 ] |
| 2004 | Mickey, Donald, Goofy: The Three Musketeers          | Major General                                                                     |       |
| 2004 | iMucha Lucha!: The Return of El Malefico             | Don Cerebro, Vegas Lounge Singer                                                  | [ 7 ] |
| 2004 | Kangaroo Jack: G'Day U.S.A.!                         | Dude #2                                                                           | [ 7 ] |
| 2005 | Racing Stripes                                       | Horse #1                                                                          |       |
| 2005 | Tom and Jerry: Blast Off to Mars                     | Buzz Blister, Martian General, Worker #3                                          | [ 7 ] |
| 2005 | Tom and Jerry: The Fast and the Furry                | Buzz Blister, Film Director                                                       | [ 7 ] |
| 2006 | Ice Age: The Meltdown                                | Male Macrauchenia                                                                 |       |
| 2006 | Asterix and the Vikings                              | Cacofonix                                                                         | [ 7 ] |
| 2006 | The Wild                                             | Screaming Garbage Man, Screaming Boat Captain                                     |       |
| 2006 | Tales from Earthsea                                  | Messenger #2, Hazia Dealer                                                        |       |
| 2007 | Surf's Up                                            | Male Penguin #4                                                                   |       |
| 2007 | Transformers                                         | Ironhide, Barricade                                                               | [ 7 ] |
| 2007 | Underdog                                             | Astronaut                                                                         | [ 7 ] |
| 2008 | Horton Hears a Who!                                  | Another Who                                                                       | [ 7 ] |
| 2008 | Dragon Hunters                                       | Gildas                                                                            |       |
| 2008 | WALL-E                                               | Axiom Passenger #9                                                                | [ 7 ] |
| 2008 | Igor                                                 | Announcer, Royal Guard #2                                                         | [ 7 ] |
| 2009 | Up                                                   | Nurse AJ                                                                          | [ 7 ] |
| 2009 | Transformers: Revenge of the Fallen                  | Ironhide                                                                          | [ 7 ] |
| 2009 | Dragon Hunters                                       | Gildas                                                                            | [ 7 ] |
| 2009 | The Haunted World of El Superbeasto                  | Cameraman, Astronaut, Willey the Worm, Uncle Carl                                 | [ 7 ] |
| 2010 | Toy Story 3                                          | Army Man                                                                          | [ 7 ] |
| 2010 | The Drawn Together Movie: The Movie!                 | Captain Hero, Wile E. Coyote                                                      | [ 7 ] |
| 2010 | Tom and Jerry Meet Sherlock Holmes                   | Pan, Brett Jeremy                                                                 | [ 7 ] |
| 2011 | Transformers: Dark of the Moon                       | Ironhide                                                                          | [ 7 ] |
| 2012 | Tom and Jerry: Robin Hood and His Merry Mouse        | Pan                                                                               | [ 7 ] |
| 2012 | Big Top Scooby-Doo!                                  | Human Scooby-Doo, Guard                                                           | [ 7 ] |
| 2012 | Wreck-It Ralph                                       | Don                                                                               | [ 7 ] |
| 2013 | Monsters University                                  | Fraternity Brother, MU Security Monster                                           | [ 7 ] |
| 2014 | Mr. Peabody & Sherman                                | George Washington, Abraham Lincoln, Bill Clinton, Isaac Newton, New York City cop | [ 7 ] |
| 2014 | The Hero of Color City                               | Green                                                                             | [ 7 ] |
| 2014 | Tom and Jerry: The Lost Dragon                       | Pan                                                                               | [ 7 ] |
| 2014 | Tyler Perry's Madea's Tough Love                     | Campaign Manager, Announcer                                                       | [ 7 ] |
| 2015 | Tom and Jerry: Spy Quest                             | Pan                                                                               | [ 7 ] |
| 2015 | Looney Tunes: Rabbits Run                            | Tosh, Pete Puma                                                                   | [ 7 ] |
| 2016 | Norm of the North                                    | Male Tourist                                                                      | [ 7 ] |
| 2016 | The Secret Life of Pets                              | Papillon                                                                          | [ 7 ] |
| 2016 | Nerdlands                                            | Reporter Jess                                                                     | [ 7 ] |
| 2017 | Transformers: The Last Knight                        | Barricade                                                                         | [ 7 ] |
| 2017 | Tangled: Before Ever After                           | Pocket                                                                            | [ 7 ] |
| 2017 | Tom and Jerry: Willy Wonka and the Chocolate Factory | Grandpa Joe                                                                       |       |
| 2017 | The Nut Job 2: Nutty by Nature                       | Animal Control Guy #1                                                             | [ 7 ] |
| 2017 | Deep                                                 | Luigi                                                                             | [ 7 ] |
| 2021 | Rick + Morty in the Eternal Nightmare Machine        | Scary Terry                                                                       |       |
| 2021 | History of Swear Words                               | Grandpa                                                                           |       |
| 2023 | Once Upon a Studio                                   | Scuttle                                                                           |       |

### Televisão
| Ano          | Título                                      | Papel                                                                                     | Ref.         |
| ------------ | ------------------------------------------- | ----------------------------------------------------------------------------------------- | ------------ |
| 1993         | Teenage Mutant Ninja Turtles                | Captain Zorax, Wolf Jackson                                                               |              |
| 1993         | Bonkers                                     | Toon Bomb, Charlie the Toon Pig, Heckler                                                  |              |
| 1993         | 2 Stupid Dogs                               | Secret Squirrel, Scirocco Mole                                                            |              |
| 1993–1995    | Biker Mice from Mars                        | Evil Eye Weevil, Honka Loogie                                                             |              |
| 1993–1998    | Animaniacs                                  | Wakko Warner, Walter Wolf, Alvey, Humphrey Bogart, Cabby                                  |              |
| 1994         | Superhuman Samurai Syber-Squad              | Man on Street, Radio Nerd, Rock n' Roll Virus                                             | [ 7 ]        |
| 1994         | Tiny Toon Spring Break Special              | Michael Molten-Lava, Rank                                                                 |              |
| 1995         | Empty Nest                                  | Vince                                                                                     |              |
| 1995         | What A Cartoon                              | Cerberus                                                                                  | [ 7 ]        |
| 1995         | Freakazoid!                                 | Wakko Warner                                                                              | [ 7 ]        |
| 1995         | Dumb and Dumber                             | Ox                                                                                        | [ 7 ]        |
| 1995–1999    | Cow and Chicken                             | Workman #2                                                                                | [ 7 ]        |
| 1995–1999    | Timon & Pumbaa                              | Bugs, Santa's Elf, Male Children, Carolers, The Dingo                                     |              |
| 1996         | Fantastic Four                              | Impossible Man, Super-Skrull                                                              |              |
| 1996         | Road Rovers                                 | Hunter                                                                                    | [ 7 ]        |
| 1996–1998    | The Spooktacular New Adventures of Casper   | Fatso                                                                                     |              |
| 1997         | I Am Weasel                                 | Admiral Bullets, French Prime Minister, Workman                                           |              |
| 1997         | The Weird Al Show                           | Dr. Legume                                                                                |              |
| 1997         | Jungle Cubs                                 | Toucan                                                                                    |              |
| 1997         | Kyûketsuki Miyu                             | Takashi Kashiwabara                                                                       |              |
| 1997–1998    | Recess                                      | Micky McCloud                                                                             |              |
| 1997–1999    | Rugrats                                     | Guide, Singer, Jingle Singer                                                              |              |
| 1998         | The Wild Thornberrys                        | Marsh Deer, Tortoise                                                                      | [ 7 ]        |
| 1998–present | America's Funniest Home Videos              | Himself                                                                                   |              |
| 1998–1999    | The Secret Files of the Spy Dogs            | William, Big Jim Jones, Frank Sir                                                         |              |
| 1998–1999    | Mad Jack the Pirate                         | Snuck                                                                                     |              |
| 2000         | Buzz Lightyear of Star Command              | Bartender Heads, Clay, Bomb Vender, Gramps Munchapper, Keno Kentrix, Dealer, Announcer #3 | [ 7 ]        |
| 2001         | The Simpsons                                | Charlton Heston sound bite                                                                |              |
| 2001         | The Drew Carey Show                         | Elvis Performer                                                                           |              |
| 2001–2002    | Horrible Histories                          | Darren Dongle                                                                             |              |
| 2001–2002    | House of Mouse                              | Buzzy the Vulture, Ziggy the Vulture, Dizzy the Vulture, Flaps the Vulture                |              |
| 2001–2004    | Totally Spies!                              | Jerry, Frankie Dude, Coach                                                                | [ 7 ]        |
| 2001–2002    | Butt-Ugly Martians                          | Do-Wah Diddy                                                                              | [ 7 ]        |
| 2002–2004    | ChalkZone                                   | Joe Tabootie, Chalk Dad, Lars, Announcer                                                  |              |
| 2002–2008    | Codename: Kids Next Door                    | Ice Cream Man, Chef Pierre, Dr. Phineas B. Sharp                                          |              |
| 2003         | Clifford the Big Red Dog                    | Rexxington, Singing Dog                                                                   | [ 7 ]        |
| 2003         | Evil Con Carne                              | Harv, Policeman, Radio Singer                                                             |              |
| 2003         | The Powerpuff Girls                         | Gnome, Elders, Male Townie                                                                | [ 7 ]        |
| 2003         | Ozzy & Drix                                 | Shwee                                                                                     |              |
| 2003         | Dexter's Laboratory                         | Boy Band Germ #2, Boy Band Germ #4, Boy Band Germ #5                                      |              |
| 2003–2005    | Duck Dodgers                                | Tosh Gopher, Captain Peters, Puerco                                                       | [ 7 ]        |
| 2003–2005    | Clifford's Puppy Days                       | Jorge, Mr. Sidarsky, Mr.Digby                                                             | [ 7 ]        |
| 2004         | What's New, Scooby-Doo?                     | Constable, Flute Player, Shane Flinty                                                     |              |
| 2004         | The Fairly OddParents                       | Singer                                                                                    |              |
| 2004         | Higglytown Heroes                           | Higglyhune Chief                                                                          |              |
| 2004         | My Life as a Teenage Robot                  | Singer, Todd's Dad                                                                        | [ 7 ]        |
| 2004         | The Adventures of Jimmy Neutron: Boy Genius | Singing Meldar                                                                            |              |
| 2005–2007    | Pet Alien                                   | Gumpers, Swanky, Granville DeSpray                                                        | [ 7 ]        |
| 2005         | The Buzz on Maggie                          | Eugene, Wendell                                                                           |              |
| 2005         | A.T.O.M.                                    | Richter, Optical, Deezel                                                                  |              |
| 2005         | Tripping the Rift                           | Captain Kirk                                                                              | [ 7 ]        |
| 2005         | The Kellys                                  | Denny Kelly, Calvin T. Tibbins                                                            | [ 7 ]        |
| 2006         | My Gym Partner's a Monkey                   | Bear Kid, Crocodile                                                                       |              |
| 2006         | Catscratch                                  | Mitchell the Mammoth                                                                      |              |
| 2006–2007    | Biker Mice from Mars                        | Ronaldo Rump, Dr. Catorkian, Bangers, Camembert                                           | [ 7 ]        |
| 2006–2009    | The Replacements                            | Donny Rottweiler                                                                          |              |
| 2007         | Random! Cartoons                            | Crank The Mall Security Guard                                                             |              |
| 2007         | The Land Before Time                        | Swooper                                                                                   | [ 7 ]        |
| 2007         | Ben 10                                      | Band Member #1, Announcer                                                                 | [ 7 ]        |
| 2007         | Kim Possible                                | The Mayer                                                                                 |              |
| 2007–2008    | Chowder                                     | Singing Bean #1, Theater Manager                                                          | [ 7 ]        |
| 2008–2009    | The Secret Saturdays                        | Piecemeal, Newscaster                                                                     | [ 7 ]        |
| 2009         | Foster's Home for Imaginary Friends         | Bloo Superdude                                                                            |              |
| 2009–2011    | The Super Hero Squad Show                   | Odin, Hercules, Computer                                                                  |              |
| 2009–2012    | Jungle Junction                             | Taxicrab                                                                                  | [ 7 ]        |
| 2010–2012    | Special Agent Oso                           | Professor Buffo                                                                           |              |
| 2011–2013    | The Cleveland Show                          | Tim                                                                                       |              |
| 2011–2013    | The Looney Tunes Show                       | Tosh Gopher                                                                               | [ 7 ]        |
| 2012         | Motorcity                                   | Texas                                                                                     | [ 7 ]        |
| 2012–2020    | Doc McStuffins                              | Chilly, Buddy, Wicked King, Fabio, Father, Pet Owners                                     | [ 7 ]        |
| 2012–2018    | Sofia the First                             | Cedric the Sorcerer, Sir Gilliam, Woodsman                                                | [ 7 ]        |
| 2013         | Rick and Morty                              | Scary Terry                                                                               |              |
| 2014–2016    | Mixels                                      | Various characters                                                                        | [ 7 ]        |
| 2014–2016    | The 7D                                      | Grim Gloom                                                                                | [ 7 ]        |
| 2014         | Turbo: F.A.S.T                              | Dean Cuizeen                                                                              | [ 7 ]        |
| 2015         | Fresh Beat Band of Spies                    | Savage Strawberry                                                                         |              |
| 2015–2016    | TripTank                                    | Hell's Angel, Amber Twinklez as Old Man, Mustache Cop                                     | [ 7 ]        |
| 2016–2017    | The Loud House                              | Pucker Uppenheimer, Sean, Billy's Dad, Bass Player                                        | [ 7 ]        |
| 2016–present | Kulipari: An Army of Frogs                  | Burnu, Yabber & Sergu                                                                     |              |
| 2016–2018    | Blaze and the Monster Machines              | Bunk, Bruce Moose, Grizzly Bear 2, Worker Bee 1                                           |              |
| 2016         | Mighty Magiswords                           | Bag Puppets, Fud Fit                                                                      | [ 7 ]        |
| 2016–2020    | Elena of Avalor                             | King Hector, Chief Zephyr, King Zephyr, Jaguar King                                       |              |
| 2017         | Big Mouth                                   | Dwayne Johnson                                                                            |              |
| 2017–2020    | Dorothy and the Wizard of Oz                | Cowardly Lion, Lyman, Crank, Schooler, Tik Tok, Witch #2, Baroness Bunchausen, Undertaker | [ 7 ]        |
| 2017         | Tangled: Before Ever After                  | Pocket                                                                                    |              |
| 2017         | Pickle and Peanut                           | Banjo-Vie                                                                                 |              |
| 2018         | Life in Pieces                              | Dr. Hoot-Stein, Mouse Husband                                                             |              |
| 2018         | Puppy Dog Pals                              | Reginald, Daddy Squirrel                                                                  |              |
| 2018         | DC's Legends of Tomorrow                    | Elvis Vocal Impersonator                                                                  |              |
| 2018         | Mickey and the Roadster Racers              | Jess                                                                                      |              |
| 2019         | Tangled: The Series                         | Pocket, Thug #1                                                                           | [ 7 ]        |
| 2019         | Scooby-Doo and Guess Who?                   | Jimmy the Gardener, Ghost Of The Doom Bringer, Ghost Knight, Lawyer, Tiny, Jimmy          | [ 7 ]        |
| 2020–2023    | Animaniacs                                  | Wakko Warner                                                                              | [ 8 ] [ 9 ]  |
| 2021         | History of Swear Words                      | Grandpa                                                                                   | [ 8 ] [ 9 ]  |
| 2022–2023    | Batwheels                                   | Oswald Cobblepot / Penguin                                                                | [ 7 ] [ 10 ] |
| 2024         | Megamind Rules!                             | Izzy Iggy                                                                                 | [ 7 ]        |

### Video games
| Ano  | Título                                          | Papel                                                                                             | Notas                  | Ref.         |
| ---- | ----------------------------------------------- | ------------------------------------------------------------------------------------------------- | ---------------------- | ------------ |
| 1994 | Quest for Glory IV: Shadows of Darkness         | Franz                                                                                             |                        |              |
| 1997 | ClayFighter 63⅓                                 | Bad Mr. Frosty                                                                                    |                        | [ 7 ]        |
| 1997 | Animaniacs Game Pack                            | Wakko Warner                                                                                      |                        | [ 7 ]        |
| 1998 | Animaniacs: Ten Pen Alley                       | Wakko Warner                                                                                      |                        | [ 7 ]        |
| 1999 | Bugs Bunny: Lost in Time                        | Merlin 'Moyle' Munroe                                                                             |                        | [ 7 ]        |
| 1999 | NASCAR Rumble                                   | In-Game Commentator                                                                               |                        |              |
| 2000 | Star Wars Episode I: Jedi Power Battles         | Jedi Knight Ki-Adi-Mundi                                                                          |                        | [ 7 ]        |
| 2000 | Escape from Monkey Island                       | Estaban, LUA Bar Chef, Judge Tripps, Pirate 1                                                     |                        | [ 7 ]        |
| 2000 | 102 Dalmatians: Puppies to the Rescue           | Jean‑Pierre Le Pelt                                                                               |                        | [ 7 ]        |
| 2000 | Star Wars: Demolition                           | Darth Maul, Malakili                                                                              |                        | [ 7 ]        |
| 2001 | Star Wars: Obi-Wan                              | Ki-Adi Mundi                                                                                      |                        | [ 7 ]        |
| 2001 | Star Wars: Galactic Battlegrounds               | Darth Maul, Gungan Bolo Trooper, Hannoon Soldier                                                  |                        | [ 7 ]        |
| 2001 | Crash Bandicoot: The Wrath of Cortex            | Lo-Lo                                                                                             |                        | [ 7 ]        |
| 2001 | Star Wars: Starfighter Special Edition          | Ric Olié, Pirate Ground Forces                                                                    |                        | [ 7 ]        |
| 2001 | Rumble Racing                                   | In-Game Commentator                                                                               |                        |              |
| 2002 | Star Wars: Racer Revenge                        | Darth Maul                                                                                        |                        |              |
| 2002 | Star Wars: Obi-Wan                              | Gran Thug, Ki-Adi-Mundi, Wounded Naboo Soldier                                                    |                        |              |
| 2002 | Kingdom Hearts                                  | Dr. Finkelstein, Lock                                                                             | English version        | [ 7 ]        |
| 2002 | Star Wars: Jedi Knight II - Jedi Outcast        | Mon Calomari Rogue Leader                                                                         |                        |              |
| 2003 | Finding Nemo                                    | Marlin, Bruce                                                                                     |                        |              |
| 2003 | Evil Dead: A Fistful of Boomstick               | Male Deadites, Biker Brotherhood Member 1, Professor, Father, Confederate Survivor                | Also additional voices | [ 7 ]        |
| 2003 | Star Wars: Knights of the Old Republic          | Republic Soldier                                                                                  |                        |              |
| 2003 | Star Wars Jedi Knight: Jedi Academy             | Gran, Trandoshan                                                                                  |                        |              |
| 2004 | Spyro: A Hero's Tail                            | Spyro, Hunter the Cheetah, Sgt. Byrd, Moneybags the Bear, Red, Astor, Magnus, Titan, Tomas        |                        |              |
| 2004 | The Nightmare Before Christmas: Oogie's Revenge | Dr. Finkelstein                                                                                   |                        |              |
| 2005 | Robots                                          | Rodney Copperbottom                                                                               |                        |              |
| 2005 | Crash Tag Team Racing                           | Crash Bandicoot                                                                                   |                        | [ 7 ]        |
| 2005 | Animaniacs: The Great Edgar Hunt                | Wakko Warner, Big Chief Sitting Bison                                                             |                        |              |
| 2005 | Kingdom Hearts II                               | Dr. Finkelstein, Lock                                                                             | English version        | [ 7 ]        |
| 2006 | Over the Hedge                                  | Vincent, King Rat, King Rat, Police Chief                                                         |                        | [ 7 ]        |
| 2007 | Shrek the Third                                 | Pirate Captain, Peasant Actor, Evil Knight 3                                                      |                        | [ 7 ]        |
| 2007 | Surf's Up                                       | Chicken Joe                                                                                       |                        | [ 7 ]        |
| 2007 | Kingdom Hearts II: Final Mix+                   | Dr. Finkelstein, Lock                                                                             | English version        |              |
| 2007 | Crash of the Titans                             | Crash Bandicoot                                                                                   |                        | [ 7 ]        |
| 2007 | Biker Mice from Mars                            | Ronaldo Rump, Narrator, Goon                                                                      |                        |              |
| 2007 | Ratchet & Clank Future: Tools of Destruction    | Smuggler, Plumber, Parrot                                                                         |                        | [ 7 ]        |
| 2008 | Ratchet & Clank Future: Quest for Booty         | Smuggler, Parrot                                                                                  |                        |              |
| 2008 | Crash: Mind Over Mutant                         | Crash Bandicoot                                                                                   |                        |              |
| 2009 | Transformers: Revenge of the Fallen             | Ironhide                                                                                          |                        | [ 7 ]        |
| 2009 | The Secret of Monkey Island: Special Edition    | Bill Fettuccini, Estervan – the SCUMM Bar Pirate, Pirate Leader I, Store Keeper, Sword-Head Ghost |                        | [ 7 ]        |
| 2009 | Ratchet & Clank Future: A Crack in Time         | Smuggler, Plumber, Battery Bot                                                                    |                        |              |
| 2009 | The Secret Saturdays: Beasts of the 5th Sun     | Piecemeal                                                                                         |                        | [ 7 ]        |
| 2009 | Ratchet & Clank Future: A Crank in Time         | Plumber, Smuggler                                                                                 |                        | [ 7 ]        |
| 2010 | Marvel Super Hero Squad: The Infinity Gauntlet  | Hercules                                                                                          |                        | [ 7 ]        |
| 2011 | Transformers: Dark of the Moon                  | Ironhide                                                                                          |                        | [ 7 ]        |
| 2011 | Ratchet & Clank: All 4 One                      | Plumber                                                                                           |                        | [ 7 ]        |
| 2011 | Kinect: Disneyland Adventures                   | Br'er Rabbit                                                                                      |                        |              |
| 2012 | Ratchet & Clank: Full Frontal Assault           | Plumber                                                                                           |                        | [ 7 ]        |
| 2013 | Skylanders: Swap Force                          | Blast Zone                                                                                        |                        |              |
| 2013 | Ratchet & Clank: Into the Nexus                 | Plumber, Smuggler, Parrot                                                                         |                        | [ 7 ]        |
| 2014 | Skylanders: Trap Team                           | Flip Wreck, Blast Zone                                                                            |                        |              |
| 2015 | Skylanders: SuperChargers                       | Flip Wreck, Blast Zone                                                                            |                        | [ 11 ]       |
| 2015 | Heroes of the Storm                             | E.T.C.                                                                                            |                        |              |
| 2015 | Lego Dimensions                                 | The Cowardly Lion, Reegull                                                                        |                        | [ 12 ]       |
| 2016 | Ratchet & Clank                                 | Plumber, Skid McMarx, Blarg #4                                                                    |                        | [ 7 ]        |
| 2016 | Skylanders: Imaginators                         | Crash Bandicoot, Flip Wreck, Blast Zone, Fake Crash                                               |                        |              |
| 2017 | Crash Bandicoot N. Sane Trilogy                 | Crash Bandicoot, Pinstripe Potoroo, Ripper Roo                                                    |                        | [ 7 ]        |
| 2019 | Crash Team Racing Nitro-Fueled                  | Crash Bandicoot, Baby Crash                                                                       |                        | [ 7 ]        |
| 2021 | Crash Bandicoot: On the Run!                    | Crash Bandicoot                                                                                   |                        |              |
| 2021 | Ratchet & Clank: Rift Apart                     | Skidd, Phantom                                                                                    |                        | [ 7 ]        |
| 2022 | Return to Monkey Island                         | LeChuck                                                                                           |                        | [ 7 ] [ 13 ] |
| 2023 | Sea of Thieves                                  | LeChuck, Pirate Leader I, Store Keeper, Bill Fettuccini                                           |                        |              |
| 2023 | Disney Dreamlight Valley                        | Maui                                                                                              |                        | [ 7 ]        |

### Live-action
| Ano  | Título                     | Papel                    | Ref. |
| ---- | -------------------------- | ------------------------ | ---- |
| 1987 | Throb                      | Membro do The Playthings |      |
| 1988 | Boulevard of Broken Dreams | Benny Dimase             |      |
| 2002 | The Country Bears          | Long-Haired Dude         |      |
| 2007 | Jekyll                     | Homem #1                 |      |
| 2012 | Big Time Rush              | Babylace                 |      |
| 2013 | I Know That Voice          | Ele mesmo                |      |